# Žárovice
Žárovice je vesnice, část města Plumlov v okrese Prostějov. Nachází se asi 2 km na západ od Plumlova. Prochází zde silnice II/377. V roce 2009 zde bylo evidováno 119 adres. V roce 2001 zde trvale žilo 203 obyvatel.
Žárovice je také název katastrálního území o rozloze 1,37 km2.

## Obyvatelstvo

### Struktura
Vývoj počtu obyvatel za celou obec i za jeho jednotlivé části uvádí tabulka níže, ve které se zobrazuje i příslušnost jednotlivých částí k obci či následné odtržení.
| Místní části   | Místní části  | 1869 | 1880 | 1890 | 1900 | 1910 | 1921 | 1930 | 1950 | 1961 | 1970 | 1980 | 1991 | 2001 | 2011 |
| -------------- | ------------- | ---- | ---- | ---- | ---- | ---- | ---- | ---- | ---- | ---- | ---- | ---- | ---- | ---- | ---- |
| Počet obyvatel | část Žárovice | 294  | 306  | 294  | 305  | 301  | 291  | 283  | 316  | 305  | 267  | 218  | 202  | 203  | 183  |
| Počet domů     | část Žárovice | 44   | 48   | 54   | 54   | 57   | 57   | 64   | 73   | 76   | 74   | 69   | 82   | 87   | 90   |

## Přírodní poměry
Obcí protéká říčka Hloučela, do níž se vlévá v Soběsukách vlévá potok Osina, jenž pramení v lesích vojenského újezdu Březina.
V katastru obce se nachází přírodní památka Pavlečkova skála.

## Fotogalerie

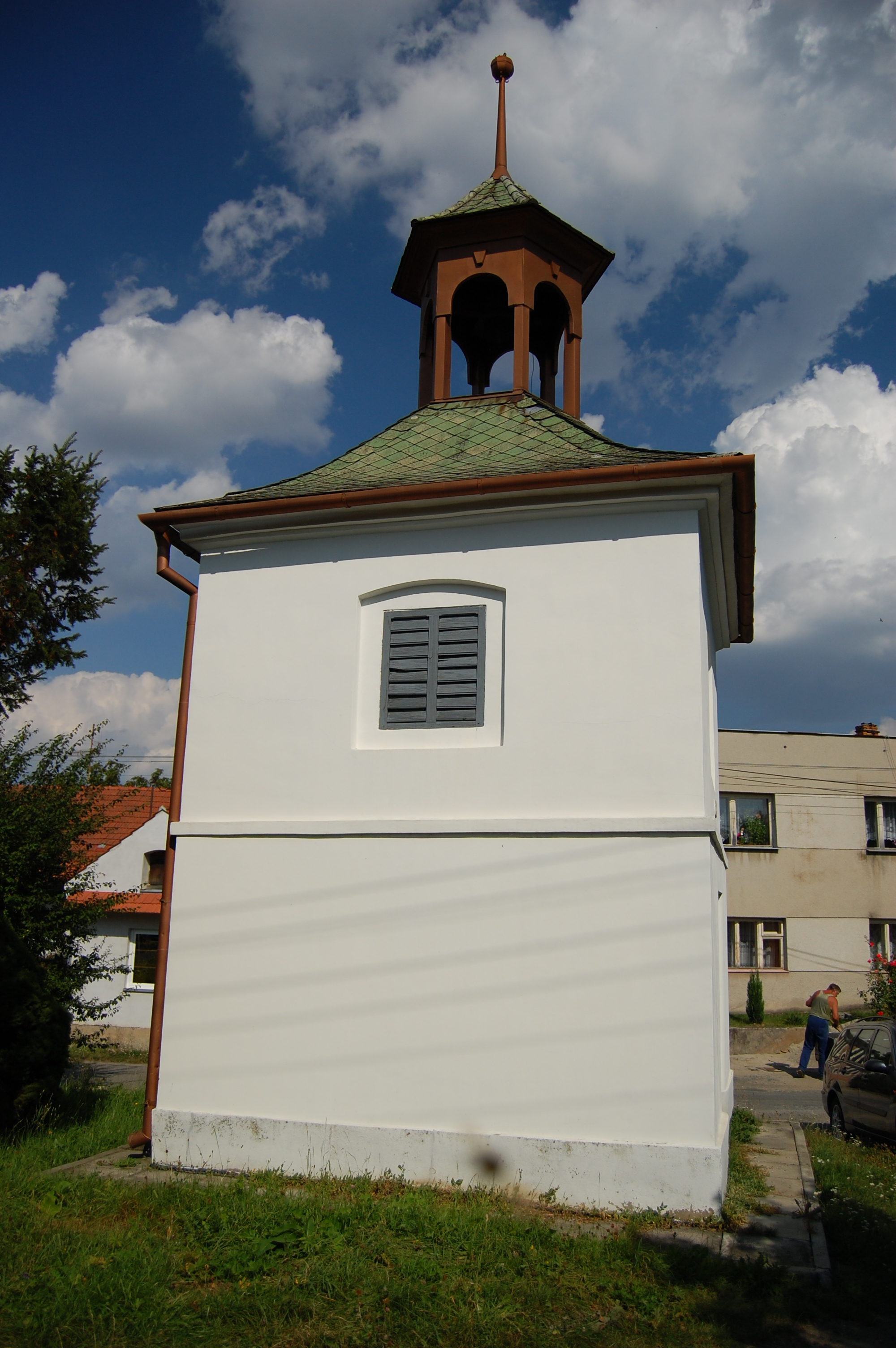
Kaplička na návsi
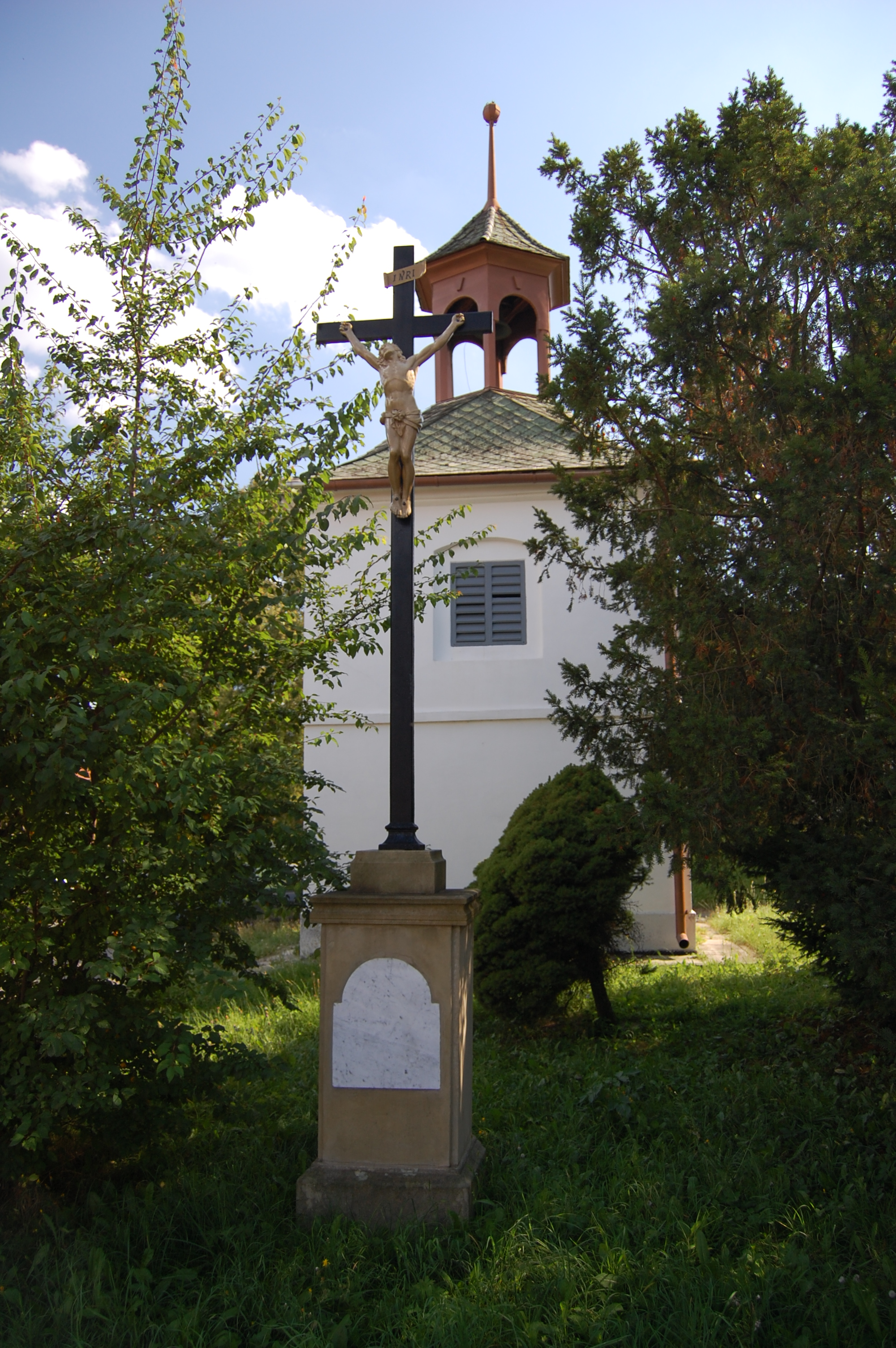
Kříž před kapličkou na návsi
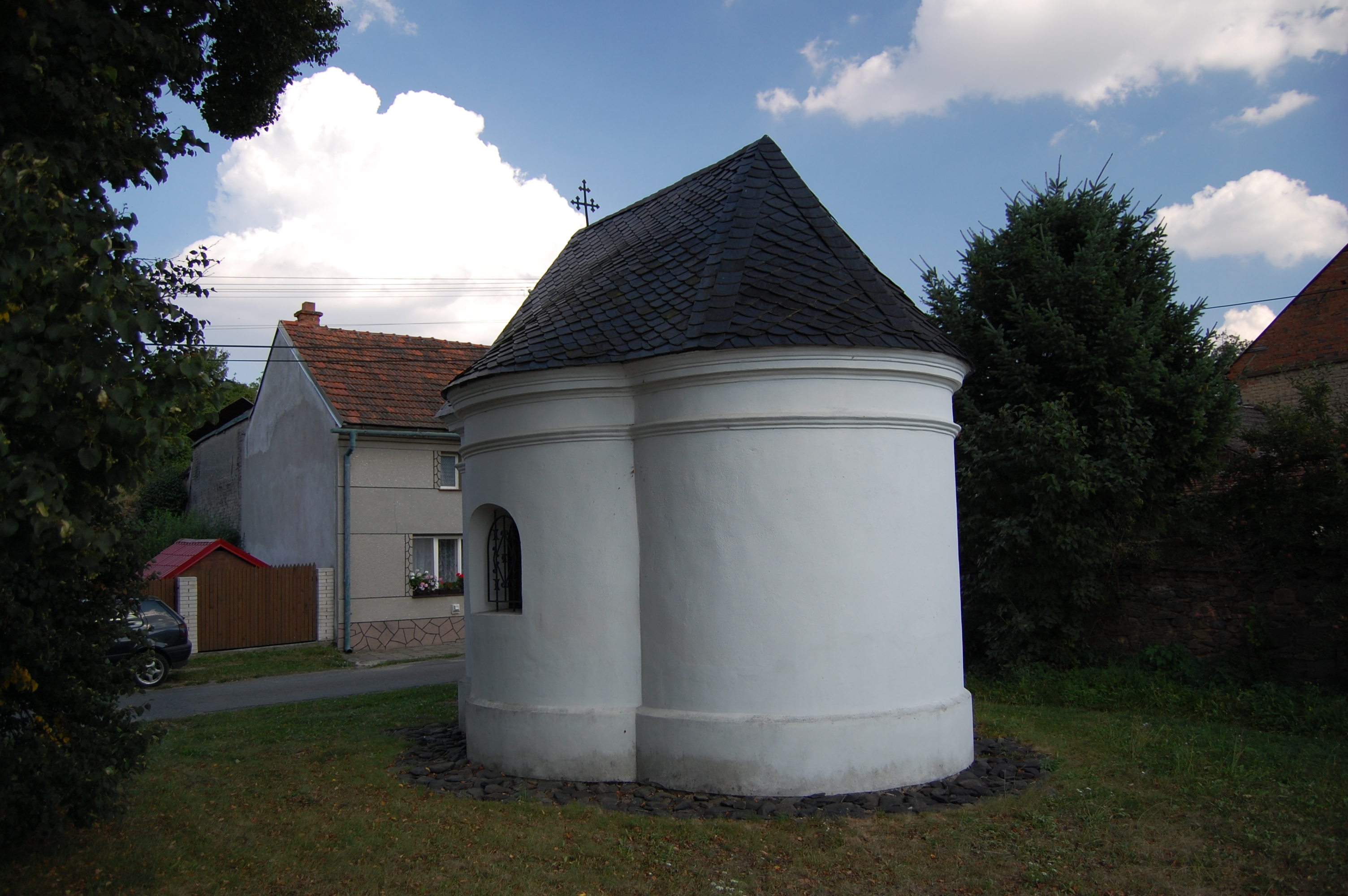
Kaplička u cesty k zemědělskému družstvu
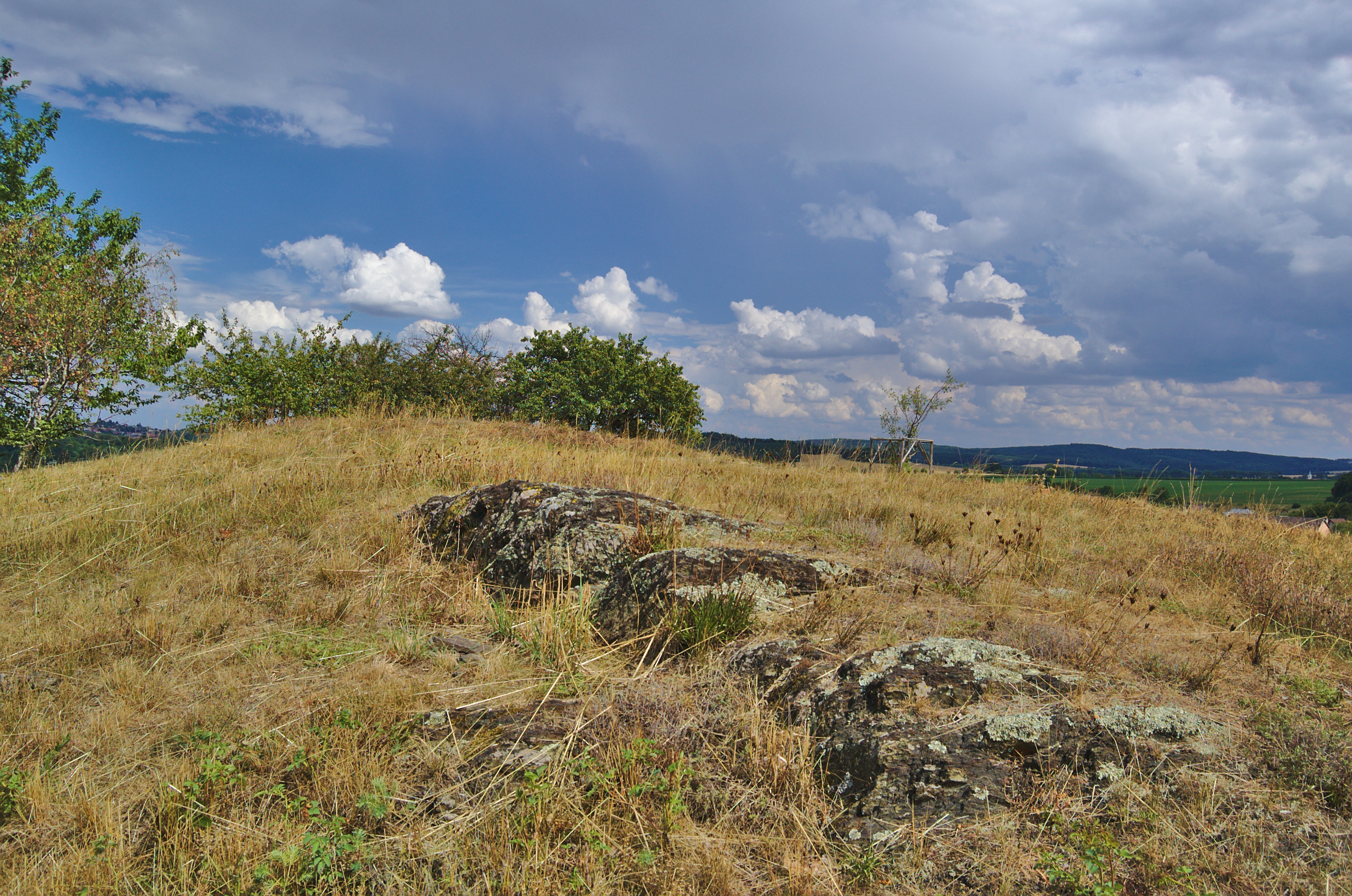
Přírodní památka Pavlečkova skála
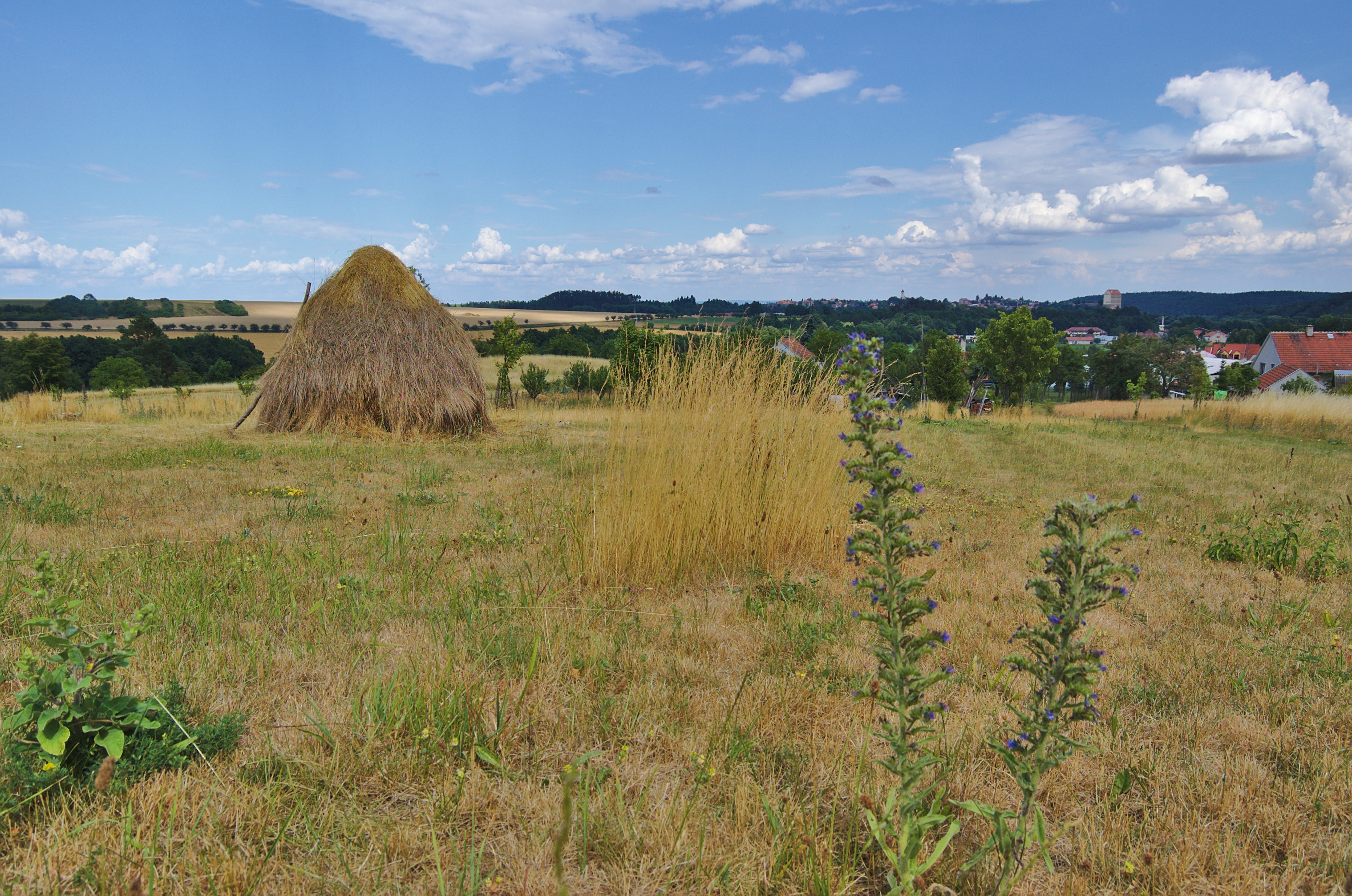
Přírodní památka Pavlečkova skála